# Mwana Kupona

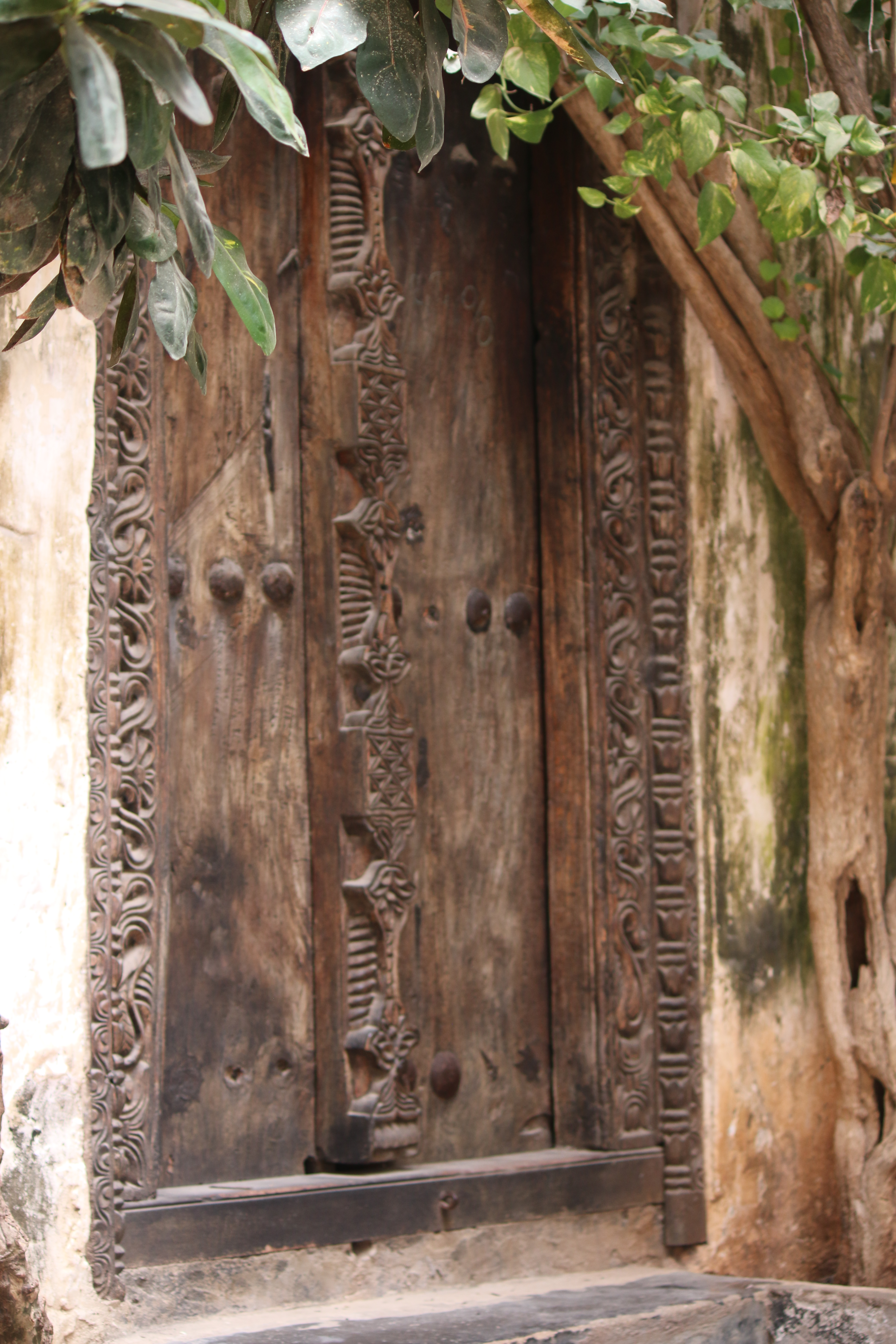
Mwana Kupona House

Mwana Kupona Binti Msham (sinh tại đảo Pate, chết vào năm 1865.) Là một nhà thơ Swahili của thế kỷ 19, tác giả của một bài thơ gọi là Utendi wa Mwana Kupona ("The Book of Mwana Kupona"), đó là một trong những tác phẩm văn học được biết đến của văn học Swahili cổ đại.
Tương đối ít được biết về cuộc sống của bà. Cháu trai của bà Muhammed bin Abdalla  đã báo cáo vào những năm 1930 rằng Mwana Kupona được sinh ra trên đảo Pate và bà là người vợ cuối cùng của sheikh Bwana Mataka, người trị vì Siu (hay Siyu), người có hai con. Mataka mất năm 1856; Hai năm sau, Mwana Kupona đã viết bài thơ nổi tiếng của mình, dành riêng cho cô con gái 14 tuổi Mwana Heshima. Mwana Kupona chết khoảng 1865 vì xuất huyết tử cung.

## Utendi wa Mwana Kupona
Bài thơ có niên đại khoảng năm 1858 (năm 1275 theo lịch Hồi giáo), và tập trung vào những lời dạy và lời khuyên của Mwana Kupona cho con gái mình, liên quan đến hôn nhân và nghĩa vụ của người làm vợ. Mặc dù có chủ đề dường như thế tục, cuốn sách nổi bật về tôn giáo và thậm chí là thần bí, và nó đã được so sánh với Sách Châm ngôn Kinh Thánh. Một vài dòng thơ dành riêng cho chính tác giả: 
| Tiếng Sweep: | Dịch: |
| Mwenye kutunga nudhumu Ni gharibu mwenye hamu Na ubora wa ithimu Rabbi tamghufiria Hồ Ina mufahamu Ni mtaraji karimu Mwana Kupona Mshamu Pate alikozaliwa Tarikhiye kwa yakini Ni alifu wa miyateni Hamsa wa sabini | Tác giả của tác phẩm này là một góa phụ đau buồn tội lỗi tồi tệ nhất của cô ấy Chúa sẽ tha thứ Biết tên cô ấy cô ấy là Reliant-of-the-Carrier Mwana Kupona Mshamu sinh ra ở Pate. Ngày trong thực tế Là một nghìn hai trăm Bảy mươi lăm. |